# باد كولين
باد كولين هو محامي وقاضي ورائد أعمال وسياسي كندي، ولد في 20 أبريل 1927 في كندا، وتوفي في 5 يوليو 2005 بأوتاوا في كندا. حزبياً، نشط في الحزب الليبرالي الكندي. انتخب عضو مجلس العموم الكندي وانتخب وزير الدخل القومي ‏.